# Feeling Myself
Feeling Myself è un brano della rapper trinidadiana Nicki Minaj, con la partecipazione della cantante statunitense Beyoncé, quinto singolo estratto dall'album The Pinkprint.
Il brano è stato scritto da Minaj, Knowles e da Hit Boy, mentre Beyoncé e Hit Boy hanno prodotto la canzone. Il brano ha raggiunto la posizione numero 39 della Billboard Hot 100.

## Descrizione
A maggio 2014, il manager di Minaj, Gee Roberson, le informò che Beyoncé ha voluto fare un remix del suo singolo Flawless. Dopo questo, Beyoncé ha spedito una nuova versione affidata alla parte della Minaj, dicendo Voglio che tu sia te stessa, non voglio che tu ti tiri indietro. Minaj ha accettato la proposta e Beyoncé parteciperà nel suo album The Pinkprint. La cantautrice SZA, era elencata nella co-scrittura in alcune parti della canzone e poi è andata in studio per incontrare e lavorare con il produttore Hit-Boy, durante la sessione di studio SZA ha scritto i testi delle canzoni, mentre Hit-boy le produceva.

## Video musicale
Il video musicale è stato pubblicato esclusivamente su Tidal il 18 maggio 2015.

## Classifiche
| Classifica (2015)         | Posizione massima |
| ------------------------- | ----------------- |
| Australia                 | 52                |
| Belgio (Fiandre)          | 42                |
| Canada                    | 67                |
| Francia                   | 53                |
| Regno Unito               | 64                |
| Stati Uniti               | 39                |
| Stati Uniti (R&B/hip hop) | 7                 |